# Моулз, Джон
Джон Л. Моулз (англ. John L. Moles, 22 сентября 1949, Белфаст — 4 октября 2015) — ирландский профессор латыни в Университете Ньюкасла; также шахматист, национальный мастер.

## Биография

### Шахматная деятельность
Чемпион Ирландии 1966 и 1971 гг. Чемпион Северной Ирландии 1965 и 1967 гг.
В составе сборной Ирландии участник шахматных олимпиад 1970 и 1972 гг.
Неоднократно представлял Ирландию на юношеских чемпионатах Европы (1967, 1968, 1969 гг.). Выступал на юношеском чемпионате мира 1969 г.

### Научная и преподавательская деятельность
Занимался античной историей и классической философией. Работал преподавателем латинского языка. Занимал должность заведующего классическим департаментом Даремского университета, позже был профессором Ньюкаслского университета.
В 1997 г. основал онлайн-журнал "Histos", посвященный проблемам древней историографии.
В 2005 г. был членом экспертного совета радиостанции "BBC Radio 4" по философии киников (в рамках многосерийного дискуссионного проекта "In Our Time").

## Книги
Моулз известен как шахматный теоретик. Он был одним из главных в Британии специалистов по системе Винавера во французской защите.
- Moles, John (1975), The French defence main line Winawer, Contemporary chess openings., B.T. Batsford, ISBN 9780713429213
- Moles, John; Wicker, Kevin (1979), French Winawer: Modern and Auxiliary Lines, Contemporary chess openings.; Batsford chess books., Batsford, ISBN 9780713420371

Моулзу принадлежат работы по антиковедению:
- Plutarch. The Life of Cicero :  [англ.] / With an Introduction, Translation and Commentary by J. L. Moles. — Aris & Phillips, 1988. — ISBN 978-0-85668-361-9.
- Moles, J L; Plutarch; University of Oxford. Faculty of Literae Humaniores (1979), A commentary on Plutarch's Brutus, University of Oxford.

## Спортивные результаты
| Год         | Город     | Соревнование                                                     | + | − | = | Результат       | Место |
| ----------- | --------- | ---------------------------------------------------------------- | - | - | - | --------------- | ----- |
| 1965        |           | Чемпионат Северной Ирландии                                      |   |   |   |                 | 1     |
| 1966        | Белфаст   | Чемпионат Ирландии                                               |   |   |   |                 | 1     |
| 1966 / 1967 | Гронинген | Чемпионат Европы среди юношей (предварительная группа) (финал В) |   |   |   | 1½ из 6 3½ из 7 | [ 3 ] |
| 1967        |           | Чемпионат Северной Ирландии                                      |   |   |   |                 | 1     |
| 1967 / 1968 | Гронинген | Чемпионат Европы среди юношей (полуфинал) (финал А)              |   |   |   | 4 из 7 2 из 7   | 6—8   |
| 1968 / 1969 | Гронинген | Чемпионат Европы среди юношей (полуфинал) (финал В)              |   |   |   | 3½ из 7 4½ из 9 | [ 5 ] |
| 1969        | Стокгольм | Чемпионат мира среди юношей (предварительная группа) (финал С)   |   |   |   | 3 из 7 7½ из 11 | [ 6 ] |
| 1970        | Зиген     | XIX Олимпиада (сборная Ирландии, ?-я доска)                      | 5 | 3 | 7 | 8½ из 15        |       |
| 1971        | Корк      | Чемпионат Ирландии                                               | 7 | 0 | 2 | 8 из 9          | 1     |
| 1972        | Скопье    | XX Олимпиада (сборная Ирландии, ?-я доска)                       | 5 | 5 | 9 | 9½ из 19        |       |